# بقدی‌بیگ بیگ‌بالوتوف
بَقدی‌بِیگ حَسنقُلی‌اُویچ بِیگ‌بالوتوف (به قرقیزی: Бекболотов Асанкалы уулу Бактыбек) (زاده ۱۵ اکتبر ۱۹۶۴) یک سپهبد قرقیزستانی است که از ۶ سپتامبر ۲۰۲۱ وزیر دفاع قرقیزستان است.

## زندگی‌نامه
بیگ‌بالوتوف در روستای توپ، منطقه ایسیق‌کول به دنیا آمد. او یکی از اعضای قبیله بوگو قرقیزستان است.
او از دبیرستان فارغ‌التحصیل شد. از سال ۱۹۸۳ تا ۱۹۸۵ در منطقه نظامی آسیای مرکزی خدمت کرد. وی  از ۲۴ ژوئیه ۲۰۰۸ تا ۲۳ نوامبر ۲۰۰۹ به‌عنوان معاون اول رئیس ستاد گارد ملی خدمت کرد.
او همچنین  به‌عنوان رئیس هیئت‌مدیره «کارخانه ماشین‌سازی بیشکک» خدمت کرده است.
در ۶ سپتامبر ۲۰۲۱، با فرمان ریاست‌جمهوری، بیگ‌بالوتوف به‌عنوان وزیر دفاع قرقیزستان منصوب شد و جایگزین تالای‌بیگ عمرعلی‌اف شد. وی در زمان انتصاب دارای درجه سرهنگی بود و در تاریخ ۷ سپتامبر  به سرلشکری ارتقاء یافت. وی همراه با سایر اعضای کابینه وزیران در ۱۳ اکتبر از پارلمان قرقیزستان رأی اعتماد گرفت و در همان روز سوگند یاد کرد.
مطبوعات انتصاب بیگ‌بالوتوف را با تنش فزاینده در منطقه ناشی از به‌دست گرفتن قدرت توسط طالبان در افغانستان مرتبط دانستند.